# هانس نول
هانس نول (انگلیسی: Hans Knoll؛ ۱۹۱۴ – ۱۹۵۵) کارآفرین اهل آلمان بود، که در سال ۱۹۳۸ شرکت نول کمپانی را تأسیس کرد.